# Live at the Royal Albert Hall 2011
Live at the Royal Albert Hall è un album musicale del celebre chitarrista statunitense BB King, uscito nei negozi di musica il 20 marzo 2012.
Al suo interno c'è la riproduzione sia su cd-audio che su dvd del concerto tenutosi nel teatro, citato già nel titolo, di Londra il 28 giugno 2011.
Il "Re del Blues", sia da solista che accompagnato dalle sue "Guest Star", esibisce in questa serata i grandi capolavori del blues compresi i suoi alti successi quali The Thrill Is Gone e Guess Who e particolarmente viene suonata con riarrangiamenti e con sonorità blues tipici del musicista del Mississippi un brano tradizionale, When the Saints Go Marching In, insieme alla sua band e ai suoi ospiti quali la celebre rock-star Slash, ex membro dei Guns N' Roses, il chitarrista Rock and roll Ron Wood, nonché membro dei Rolling Stones, Mick Hucknall voce ed anima dei Simply Red, Derek Trucks e sua moglie Susan Tedeschi, con le opportune improvvisazioni.

## Tracce
- I Need You So
- Key to the Highway
- See That My Grave Is Kept Clean
- All Over Again
- Rock Me Baby
- You Are My Sunshine
- B.B. Jams With Guests
- The Thrill Is Gone
- Guess Who
- When The Saints Go Marching In